# Xerocnephasia
Xerocnephasia là một chi bướm đêm thuộc phân họ Tortricinae của họ Tortricidae.

## Các loài
- Xerocnephasia rigana (Sodoffsky, 1829)